# اسلحه پر ۱
اسلحه پر ۱ (انگلیسی: Loaded Weapon 1) با نام کاملِ اسلحه پر ۱ نشنال لمپون (انگلیسی: National Lampoon's Loaded Weapon 1) یک فیلم نقیضه آمریکایی است که در سال ۱۹۹۳ منتشر شد.

## بازیگران
- اف. موری آبراهام در نقش هانیبال لکتر
- امیلیو استوس
- ساموئل ال. جکسون
- کیتی ایرلند
- فرانک مک‌ری
- تیم کوری
- ویلیام شاتنر
- جان لاویتس
- لنس کینسی
- دنیس لری
- دانیل نیکولت
- بورلی جانسون
- ویتو اسکاتی
- بیل نان
- لین شی

### حضورهای افتخاری
- چارلز نپیر در نقش چارلز سایفرس
- بروس ویلیس در نقش جان مک‌کلین
- جیمز دوهان
- اریک استرادا
- لری ویلکاکس
- کوری فلدمن
- ووپی گلدبرگ[۴]
- پال گلیسون
- فیل هارتمن
- ریچارد مول
- جی.تی. والش
- ریک دوکومن
- دنیس ریچاردز
- الیس بیسلی
- چارلی شین
- کریستوفر لمبرت (صحنهٔ بازی او در نسخهٔ نهایی فیلم حذف شد)